# Я, Натали
Я, Натали (англ. Me, Natalie) — американский  драматический фильм 1969 года, режиссёра Фреда Коу о некрасивой молодой девушке из Бруклина, которая переезжает в Гринвич-Виллидж и заводит роман с начинающим художником. По сценарию А. Мартина Цвайбака основаным на оригинальном рассказе Стэнли Шапиро. Именно в этом фильме состоялся дебют Аль Пачино в кино.

## Сюжет
История о бруклинском подростке Натали Миллер, которая считает себя невзрачной и изо всех сил пытается вписаться в популярную толпу. Она сталкивается с многочисленными проблемами, такими как неспособность стать чирлидером, свидание вслепую и посещение выпускного бала. Несмотря на ее усилия, она чувствует разочарование, когда ее любимый дядя Гарольд обручается с сексуальной танцовщицей гоу-гоу из-за ее внешности.
После внезапной смерти Гарольда Натали избегает посещения его похорон и разочаровывается в любви. Ее родители пытаются устроить ей свидания, но она переезжает в Гринвич-Виллидж, чтобы жить в квартире своей покойной подруги Ширли. Она устраивается на работу официанткой, и ее внимание привлекает сосед по дому Дэвид Харрис, архитектор, мечтающий стать художником.
Их дружба перерастает в роман, однако позже она обнаруживает, что Дэвид женат и имеет двух маленьких сыновей. После конфронтации Дэвид заверяет ее в своей любви и обещает расторгнуть брак и вернуться к ней. Ожидая его, Натали чувствует себя виноватой за то, что разлучила его с семьей, и в конечном итоге решает "взять на себя ответственность за свое счастье", оставив Дэвиду прощальное письмо, в котором выражает свою любовь, и отпускает его.

## В ролях
- Пэтти Дьюк - Натали Миллер
- Джеймс Фарентино - Дэвид Харрис
- Салом Дженс - Ширли Нортон
- Эльза Ланчестер - Мисс Деннисон
- Мартин Болсам - Гарольд Миллер
- Нэнси Марчанд - Эдна Миллер
- Филип Стерлинг - Сидни Миллер
- Дебора Уинтерс - Бэтти Саймон
- Рон Хейл - Стэнли Декстер
- Боб Балабан - Моррис
- Аль Пачино - Тони
- Кэтрин Бёрнс - Хнстер
- Энн Томас - Мисс Шродер
- Мэттью Коулз - Харви Белман
- Милт Кеймен - пластический хирург
- Роберт Фринк - Фреди
- Дэннис Аллен - Макс
- Робби Морган - Натали Миллер (в детстве)

## Интересные факты
- Картины, созданные персонажем фильма Дэвидом Харрисом, на самом деле работы Натана Вассербергера [4]

## Награды и номинации
- Премия «Золотой глобус» за лучшую женскую роль — комедия или мюзикл (Пэтти Дьюк, Победитель) [5]
- Премия «Грэмми» за лучший саундтрек для визуальных медиа (Номинация)
- Премия Гильдии сценаристов США за лучший оригинальный сценарий (Номинация)